# Orxhausen
Orxhausen ist eine Ortschaft der Stadt Einbeck im südniedersächsischen Landkreis Northeim.

## Geographie
Orxhausen befindet sich im nordöstlichen Teil der Stadt Einbeck und liegt in einem kleinen Tal, das von ein paar flachen Bergen, wie z. B. dem Westerberg, umgeben ist. Durch das Dorf fließt die Gande. Deshalb sagt man auch, dass das Dorf im „Gandetal“ liegt. Durch das Dorf verläuft der Europaradwanderweg R1. Oben an Orxhausen vorbei führt die Bundesstraße 64.

## Geschichte
Erstmals 1231 urkundlich erwähnt war der Ort unter dem Namen Otherikeshusen bekannt und bestand aus einigen Gehöften. Um 1549 hieß es aus einer Urkunde, dass das Dorf aus vier Hufen und einem Kothof bestand. 1700 wurde das Dorf in Orxhausen umbenannt. 1751 gründete Johann Heinrich Waldmann die Wahnemühle unterhalb des Dorfes.
Im Zuge der Gebietsreform in Niedersachsen, die am 1. März 1974 stattfand, wurde die zuvor selbständige Gemeinde Orxhausen in die Gemeinde Kreiensen eingegliedert. Als Teil dieser Gemeinde wurde Orxhausen am 1. Januar 2013 eine Ortschaft der neugebildeten Stadt Einbeck.

## Politik

### Ortsrat
Der Ortsrat von Orxhausen setzt sich aus 5 Ratsmitgliedern zusammen. Die Wahlperiode begann am 1. November 2021 und endet am 31. Oktober 2026.
- Wgem. Orxhäuser Liste: 5 Sitze

(Stand: Kommunalwahl 12. September 2021)

### Ortsbürgermeister
Die Ortsbürgermeisterin ist Jessica Dörries (Orxh. Liste). Ihre Stellvertreterin ist Christine Müller (Orxh. Liste).

### Wappen
Auf silbernem Wappenschild liegt ein blauer schräger Wellenbalken, auf ihm ein silberner Mahlstein und seitlich je ein blaues Mühlrad.

## Kultur und Sehenswürdigkeiten

### Bauwerke
Durch einen Blitzeinschlag im Jahr 1818 wurde die Kapelle des Ortes zerstört und brannte bis auf die Grundmauern nieder. Die Orxhäuser Kapelle wurde schon früher urkundlich erwähnt. Damals war sie sehr baufällig. Vier Jahre nach der Zerstörung wurde die Kirche neu auf den Grundmauern errichtet. Dieses Gebäude, ein rechteckiger Saalbau, steht noch heute im Dorf. 2004 wurde dem Bauwerk der Name Christuskapelle verliehen. Die Gemeinde gehört zur Propstei Gandersheim-Seesen.

### Vereine
- Geselligkeitskreis Orxhausen (GKK)
- Frauenhilfe

## Wirtschaft und Infrastruktur

### Verkehr
Parallel zur Bundesstraße 64 besteht die Bahnstrecke Börßum–Kreiensen; der Haltepunkt Orxhausen ist aufgegeben worden. Außerdem verläuft ein paar hundert Meter entfernt die Schnellfahrstrecke Hannover–Würzburg, die hier zwischen der Gandetalbrücke und dem Hopfenbergtunnel den Betriebsbahnhof Orxhausen hat. Dort befindet sich ein Elektronisches Stellwerk, das die Neubaustrecke zwischen Rethen (Leine) und Northeim steuert. Seit 2012 wird das Stellwerk Orxhausen aus der Betriebszentrale der DB InfraGO AG in Hannover aus ferngesteuert.